# ディスインテグレーション
『ディスインテグレーション』（Disintegration）は、イギリスのオルタナティブ・ロックバンドザ・キュアーが、1989年5月12日にFiction Recordsからリリースした8枚目のアルバムである。
このアルバムは物憂げなゴシック・ロックという1980年代初頭に結成した時のスタイルをとっている。
このアルバムは三十路も近づいたヴォーカリスト/ギタリストのロバート・スミスがバンドの傑作となる作品を作るべきだという思いから作られ、その時新発見的な人気を嫌がるスミスが幻覚剤を用いたため、アルバムがサイケデリックになった。
このアルバムの収録はバークシャーのレディングにあるHook End Manor Studios で、1988年末から1989年初頭までデヴィッド・アレンとともに行われた。その間、ザ・キュアーのローレンス・トルハーストがアルコール依存症のためバンドをやめさせられた。
レコード会社は商業的な自殺になってしまうのではと心配したが、このアルバムはイギリスの国内チャートで最高3位、アメリカ合衆国の国内チャートでも最高12位を記録し、全世界で300万枚を売り上げた。
また、ラヴソングと言ったシングルカットもヒットし、ローリング・ストーン誌のThe 500 Greatest Albums of All Timeの 116位にチャートインした。
オールミュージックのStephen Thomas Erlewineは「ザ・キュアーの音楽の方向性の中で最高点に達したこの作品は、80年代の音楽シーンを変える威力を持っていた」と評した。

## 音楽性
『ディスインテグレーション』は、ロバート・スミスによる、ザ・キュアーが1980年代に開拓した憂鬱で暗い美意識への回帰である。スミスは、その時失望した気持ちに襲われていたため、わざと憂鬱な作風のアルバムを作ってみようと行動を起こした。
アルバムを聴いたバンドの所属レーベルであるエレクトラ・レコードはショックを受け、これは商業的な自殺ともいえる作品だから、発売月を数か月前倒ししてくれと頼んだ。
スミスはエレクトラ側から受け取った手紙の一部を引用し、「彼等は僕がわざと暗い作品にしようとしてるって思ったんだろうね。」と振り返り、「それ以来僕はレコード会社がザ・キュアーがやってる事、伝えたい事が理解できないんだなって思ったよ」と話している。
スミスがこのアルバムを一人で作ったとうわさされているが、このアルバムの半数以上の曲は、他のメンバーから音楽面でアドバイスを受けているとスミスは話している。
このアルバムの特徴に、シンセサイザーとキーボードの多用のほかに、低くうだるようなギターの音色や、スミスの内省的な歌声が挙げられる。
アルバムの最初に収録されている"Plainsong"について、ジャーナリストのジェフ・アプターは「少しずつ崩れていくようなシンセサイザーとギターのサウンドの中、スミスが'I'm so cold'といった感じで歌詞の断片を歌いあげる。その曲は死海文章のような、不気味なものを読んでいる気分にさせる。」と表現し、この曲がアルバムの雰囲気を完ぺきに表していると評価した。 。スミス自身もこの楽曲をなまめかしくオーケストラのようだとし、アルバムの最初の曲としてはも完ぺきであると評している。
アルバムの3番目の曲である"Closedown"は、ゆったりとした憂鬱なギターの音色が、何層にも重ねたキーボードのテクスチュアを引き立たせているのが特徴である。この曲は、スミスが自身の肉体面・芸術面での欠点をリストにするために作曲したものである。
『ディスインテグレーション』は全体を通じて暗い雰囲気の漂うアルバムだが、 "Lovesong"はアップビートな楽曲で、この楽曲はアメリカ合衆国でヒットした。
Allmusicの Ned Raggettは、「サイモン・ギャラップとボリス・ウィリアムスがしっかりとしつつも踊りやすいグルーヴをうみだす一方、ロバート・スミスとポール・トンプソンの二人が、繊細なギターの音色で満たし、その音色が曲にもう一刺激を与えている。また、スミス自身もやわらかで優しい情熱に満ちた歌詞を歌い上げている。」と、他の曲との違いを言い表している。
このアルバムに収録されている多くの曲には、ギター・エフェクトが多用されている。
たとえば、憂鬱な曲である"Prayers for Rain"（Raggettは、この曲の『無気力な野蛮さ('savage torpor')』というフレーズがこの曲の雰囲気を最も的確に示していると評している）について、スミスとトンプソンが、フランジャー、ディレイやテープの逆再生といったエフェクトを多用している。Raggettはこれらのエフェクトがうつろ気な雰囲気が這うようにゆったりとかもし出されていると評している。
また、彼は「『ディスティングレーション』といった他の楽曲では、スミスのリード・ギターがだんだんと高みをましつつも、あたかもリズムが目立っている陰で燃えるような音色を出そうとしているかのごとく、楽曲の中に埋もれている。ロジャー・オドネルのキーボードが陰影とメロディを与えている一方、スミスの歌声は切れるような清澄さとかすかなあきらめの感情が合わさったものが、計算したかのように現れ、エフェクトによってその歌声が歪んでいく。」と評している。
アルバムに収録されている楽曲は陰気なものが多い中、 "Lovesong", "Pictures of You" and "Lullaby"はそのわかりやすさから人気が高い 。これは、スミスが陰気な曲とは対照的な曲を収録することで、アルバム全体のバランスがとれるように狙ったためである  "Lovesong"という楽曲はメアリー・プールへの結婚祝いとして作曲され、歌詞も他の楽曲と異なる雰囲気だが、スミス自身はこのアルバムの趣旨に沿っていると考え、「これは感情の開放を表現してるんだ。お利口になろうとしてるんじゃないのさ。ここまで直球のラブソングを歌うまでに10年かかったよ」と話した 。実際、この曲の歌詞は、かつて恋慕の感情を隠したりぼかしたりすべきだと考えていたスミスが、その感情をはっきりと表現させられるまでに心情が変化したことを示している。もしこの曲がなかったらアルバムは大きく違ったものになっているだろうとスミスは考え、「俺はこの曲は多くの人間を深く考えさせるものだと考えてるんだ。もしこの曲が収録されてなかったら、このアルバムが持つある種の雰囲気故に受け入れられなかっただろうね。でも、「これは合わないな」と考えるから、俺達はちょっとみんなを戸惑わせる曲を収録するのさ」と話している。
実際、"Pictures of You"は長調であるが歌詞の内容は痛切でかつロマンチックであり（「見せかけに向かって叫び/空に向かって叫び/そして最後に君は勇気を出してあきらめる」）、スミスはそれを情熱的に歌い上げている。その一方、2コード進行でシンセサイザーが重厚な音色を下降するように奏で、ベースとギターが交互に演奏される。
また、" Never Enough: The Story Of The Cure"の著者であるジェフ・アプターによると、 "Lullaby" は、重厚で鋭いギターの和音とスミスのささやくような歌い方が特徴であるとされている。この曲は、眠れない時スミスの父によって歌われた子守唄をスミスが思い出したことがきっかけで作られており、彼は「父はいつも子守唄を作りだしてくれたけど、いつもひどい終わり方をしてたんだ。大体「今寝ないと全く起きられないよ」という内容だったね」と振り返っている。

## 収録曲
作曲・作詞：ロバート・スミス,サイモン・ギャラップ,ロジャー・オドネル, ポール・トンプソン、ボリス・ウィリアムス。
1. "Plainsong" – 5:12
2. "Pictures of You" – 7:24
3. "Closedown" – 4:16
4. "Lovesong" – 3:29
5. "Last Dance" – 4:42
6. "Lullaby" – 4:08
7. "Fascination Street" – 5:16
8. "Prayers for Rain" – 6:05
9. "The Same Deep Water as You" – 9:19
10. "Disintegration" – 8:18
11. "Homesick" – 7:06
12. "Untitled" – 6:30

アナログ盤には "Last Dance"と "Homesick" が収録されていない。
＊2010年版のアナログ盤には "Last Dance"と "Homesick" は収録されています。

## 演奏者・スタッフ
- ロバート・スミス – ヴォーカル, エレクトリックキーボード,6弦ベース,  プロデュース, エンジニアリング
- サイモン・ギャラップ – ベースギター, キーボード
- ポール・トンプソン – ギター
- ボリス・ウィリアムス – ドラムセット
- ロジャー・オドネル – キーボード
- ローレンス・トルハースト –その他楽器担当者としてクレジットされていたが、実際には何の活動も行っていなかったことが判明した[9]。
- デヴィッド・アレン– プロデュース, エンジニアリング
- Richard Sullivan –エンジニアリング
- Roy Spong – エンジニアリング

## チャート推移

### アルバム
| チャート               | 最高位 |
| ---------------------- | ------ |
| 全英シングルチャート   | 3      |
| US Billboard 200       | 12     |
| ARIAチャート           | 9      |
| Austrian Albums Chart  | 5      |
| Canadian RPM Chart     | 22     |
| Norwegian Albums Chart | 7      |
| Swedish Albums Chart   | 10     |
| Swiss Albums Chart     | 4      |

### シングル
| 年                    | 曲名                 | 最高位 | 最高位     | 最高位         | 最高位               | 最高位        | 最高位 | 最高位 | 最高位 | 最高位 | 最高位 | 最高位 |
| 年                    | 曲名                 | UK     | US Hot 100 | US Modern Rock | US Main- stream Rock | US Dance Club | AUS    | AUT    | FRA    | IRL    | NOR    | SWI    |
| --------------------- | -------------------- | ------ | ---------- | -------------- | -------------------- | ------------- | ------ | ------ | ------ | ------ | ------ | ------ |
| 1989                  | "Lullaby"            | 5      | 74         | 23             | —                    | 31            | 5      | 28     | 22     | 3      | 5      | 14     |
| 1989                  | "Fascination Street" | —      | 46         | 1              | 24                   | 7             | —      | —      | —      | —      | —      | —      |
| 1989                  | "Lovesong"           | 18     | 2          | 2              | 27                   | 8             | —      | —      | —      | 13     | —      | —      |
| 1990                  | "Pictures of You"    | 24     | 71         | 19             | —                    | 33            | —      | —      | —      | 9      | —      | —      |
| "—"：チャートインなし |                      |        |            |                |                      |               |        |        |        |        |        |        |